# Stabilisator (scheikunde)
Een stabilisator is een stof die een chemische reactie vertraagt (chemische inhibitie) en op die manier voor een stabilisatie zorgt. Het kan in die zin gezien worden als verwant met een katalysator, hoewel deze de eigenschap bezitten chemische reacties te versnellen door verlaging van de activeringsenergie. Daarnaast wordt het begrip stabilisator ook gebruikt om te refereren aan chemische verbindingen die spontane scheiding van mengsels, suspensie, emulsie en schuimvorming voorkomen.
Voorbeelden van stabilisatoren zijn:
- Antioxidanten: zij verhinderende de spontane oxidatie van materialen
- Emulgatoren: zij stabiliseren een mengsel van componenten die in normale omstandigheden niet-mengbaar zijn
- Oppervlakte-actieve stoffen: zij verlagen de oppervlaktespanning van een vloeistof, waardoor makkelijker grotere oppervlakken kunnen gevormd worden
- UV-stabilisatoren: zij verhinderen dat grote schade wordt toegebracht aan materialen die blootgesteld worden aan intense uv-straling (bijvoorbeeld door zelf de UV-straling te absorberen)

## Stabilisatoren in de voedingsindustrie
Stabilisatoren worden vaak aan makkelijk ontledende voedingsstoffen toegevoegd om ze beter houdbaar of vervoerbaar te maken. Zo wordt aan mayonaise meestal EDTA toegevoegd om de stabiliteit van de emulsie te behouden, zodat de mayonaise niet spontaan gaat schiften. Chocolademelk uit de supermarkt bevat vaak carrageen als stabilisator.